# Komalu Bay
Komalu Bay ist eine kleine Bucht an der Südwestküste der Insel Neuirland in der gleichnamigen Provinz von Papua-Neuguinea. Sie ist damit Teil des Bismarcksee.

## Geographie
Die Bucht ist etwa eineinhalb Kilometer breit und reicht nur bis zu einen halben Kilometer tief ins Land hinein. Die namensgebende Siedlung Komalu liegt an der Bucht. Die Bucht liegt an einer der engsten Stellen Neuirlands. An diesem Isthmus ist die Insel nur ca. acht Kilometer breit, das im Hinterland liegende Gebirge (in der deutschen Kolonialzeit Stephansgebirge) hat hier eine Höhe von nur noch 600 m.

## Geschichte

### Missionsstation
In der deutschen Kolonialzeit existierte in der Bucht eine katholische Missionsstation, die zu Beginn des 20. Jahrhunderts von Missionaren aus Vunapope gegründet worden war. Die katholischen deutschen Priester gründeten auch eine Schule, betrieben Landwirtschaft und leisteten den Einwohnern medizinische Hilfe. Als während des Zweiten Weltkriegs die Japanische Armee die Bucht erreichte, befand sich nur noch der Pater Henry Kholstette in der Station. Er wurde abgeführt und in Kavieng interniert, bei Kriegsende schließlich hingerichtet. Während des Krieges wurde die Komalu-Missionsstation durch Bombenangriffe der Alliierten völlig zerstört und nach dem Krieg nicht wieder aufgebaut.

### Plantage
An die Mission grenzte südlich eine große Kopraplantage, die von einer deutschen Familie betrieben wurde. Im Jahr 1942 wurde diese Plantage von dem Deutschen Rudolf Diercke, einem Nachfahren des Kartographen Carl Diercke, verwaltet, auch seine Großmutter Phebe Parkinson lebte dort. Auf der Plantage lebte auch ein japanischer Zivilaufseher. Im Mai 1942 waren in der Gegend keine japanischen Streitkräfte stationiert.
Am 7. Mai 1943 wurde eine Boeing B-17 (Seriennummer: 41-24518) bei einem Luftkampf beschädigt und musste auf einem Korallenriff vor Komalu notlanden. Acht Besatzungsmitglieder überlebten die Notwasserung und konnten das Wrack verlassen. Am nächsten Morgen traf ein japanisches Kanonenboot und Truppen aus Namatanai und Kavieng ein, woraufhin sich die Crew ergab und kriegsgefangen genommen wurde.
In der Folge vertrieben die Japaner Diercke und seine Familie wegen der Hilfeleistung gegenüber der Besatzung von ihrer Plantage. Sie wurden im Lager für Zivilgefangene auf der Bopire-Plantage, ein paar Meilen nördlich von Namatanai, interniert, wo Phebe Parkinson am 28. Mai 1944 verstarb.